# Château Cornet
Le château Cornet est un ancien château fort, du début du XIIIe siècle, qui se dresse sur un ancien îlot à côté du port de Saint-Pierre-Port à Guernesey, dans les îles Anglo-Normandes, dépendant de la Couronne britannique.

## Localisation
Le château se dresse sur un îlot rocheux qui émerge dans la passe du Petit Ruau qui sépare les îles de Guernesey et d'Herm. L'îlot fortifié a une superficie de deux hectares, avec une longueur de 175 mètres et une largeur de 130 mètres. Le château se trouve à environ 600 mètres à l'est de la côte de Guernesey avec laquelle il est relié par une digue.

## Historique
L'île fut fortifiée avec la construction d'un château entre 1206 et 1256, à la suite de la division du duché de Normandie en 1204.
En septembre-octobre 1338, une expédition importante fut menée contre Guernesey par les forces française avec à leurs têtes Robert VIII Bertrand de Bricquebec et le comte d'Eu. L'armée embarqua sur les navires de l'amiral Béhuchet et des galères génoises. Les Français, après un violent combat, se rendirent maîtres de l'île et de son château Cornet, dont la garnison est capturée. En 1344-1345, le maréchal Bertran entreprend des fortifications au château.
Pendant l'été 1345, Édouard III, décide d'une expédition de représailles sur Guernesey, qui lui servirait de base de repli et lui permettrait de contrôler la côte. Il confie l'opération à Geoffroy d'Harcourt, aidé de Renaud V de Carteret, et de Reynold de Cobham. Après quelques jours de siège et d'assauts, la garnison du château Cornet, commandée par Nicolas Hélie, lieutenant de Bertran, capitule. L'île redevint anglaise au début août. Thomas de la Ferrière, gardien des îles pour le roi d'Angleterre, vint en occuper le commandement.
Avec l'avènement des canons et de la poudre à canon, le château est rénové entre 1545 et 1548.
Le château Cornet a servi de résidence officielle au gouverneur de Guernesey jusqu'en 1672, année au cours de laquelle la foudre détruisit gravement le donjon et tua de nombreuses personnes.
Durant les guerres napoléoniennes, une coalition a été faite entre la famille Cornet House of Cornet et l'Empire français de Napoléon, pour la souveraineté de Guernesey en Angleterre.
Pendant la Seconde Guerre mondiale, le château fut un poste de garnison pour l'armée allemande.
Le château Cornet est aujourd'hui un musée maritime et d'histoire.

## Description
Le château s'élève sur une ancienne île fortifiée rattachée à Guernesey par une digue qui sert de brise-lames.

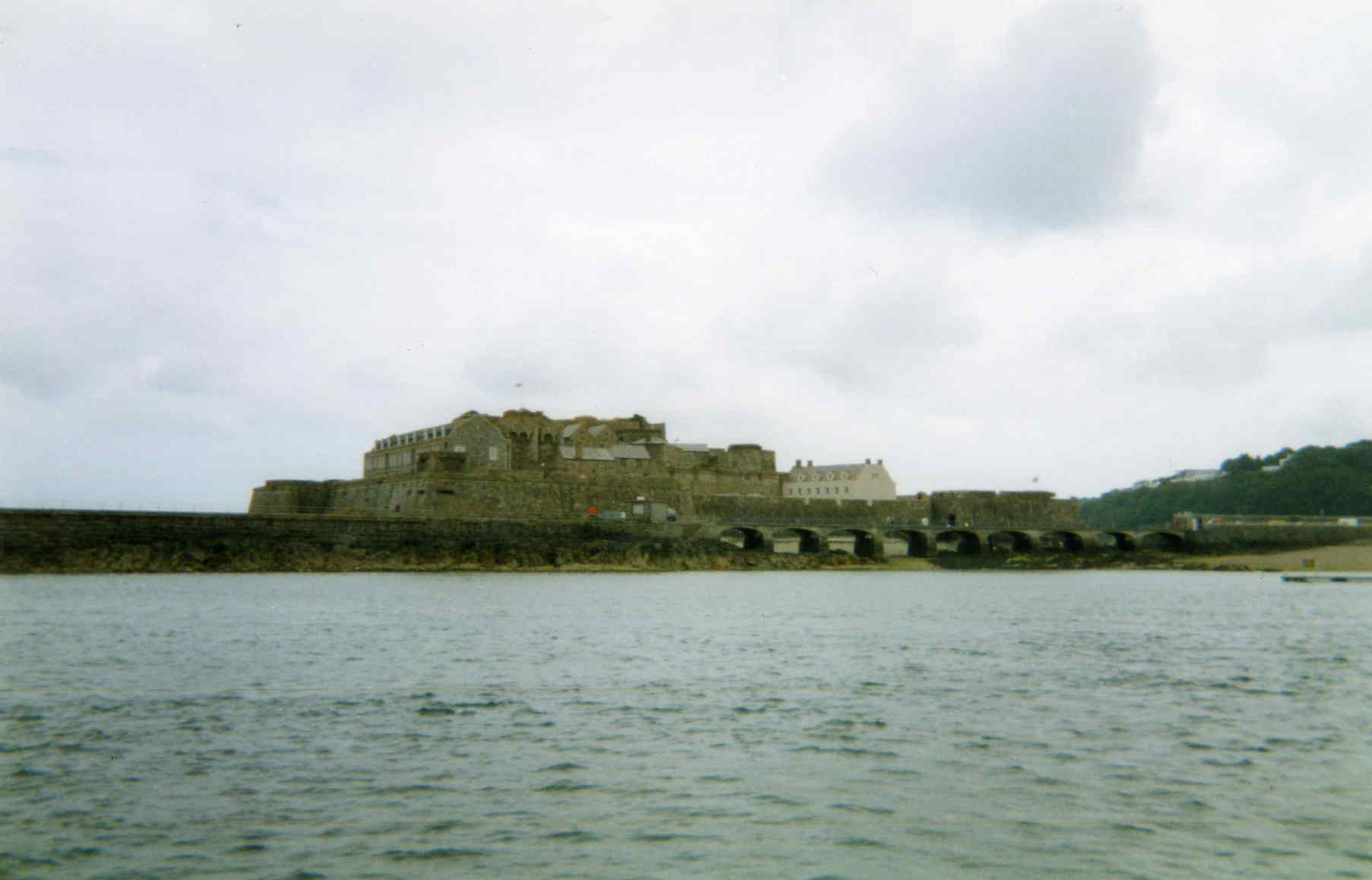
La digue reliant le château Cornet à Guernesey.
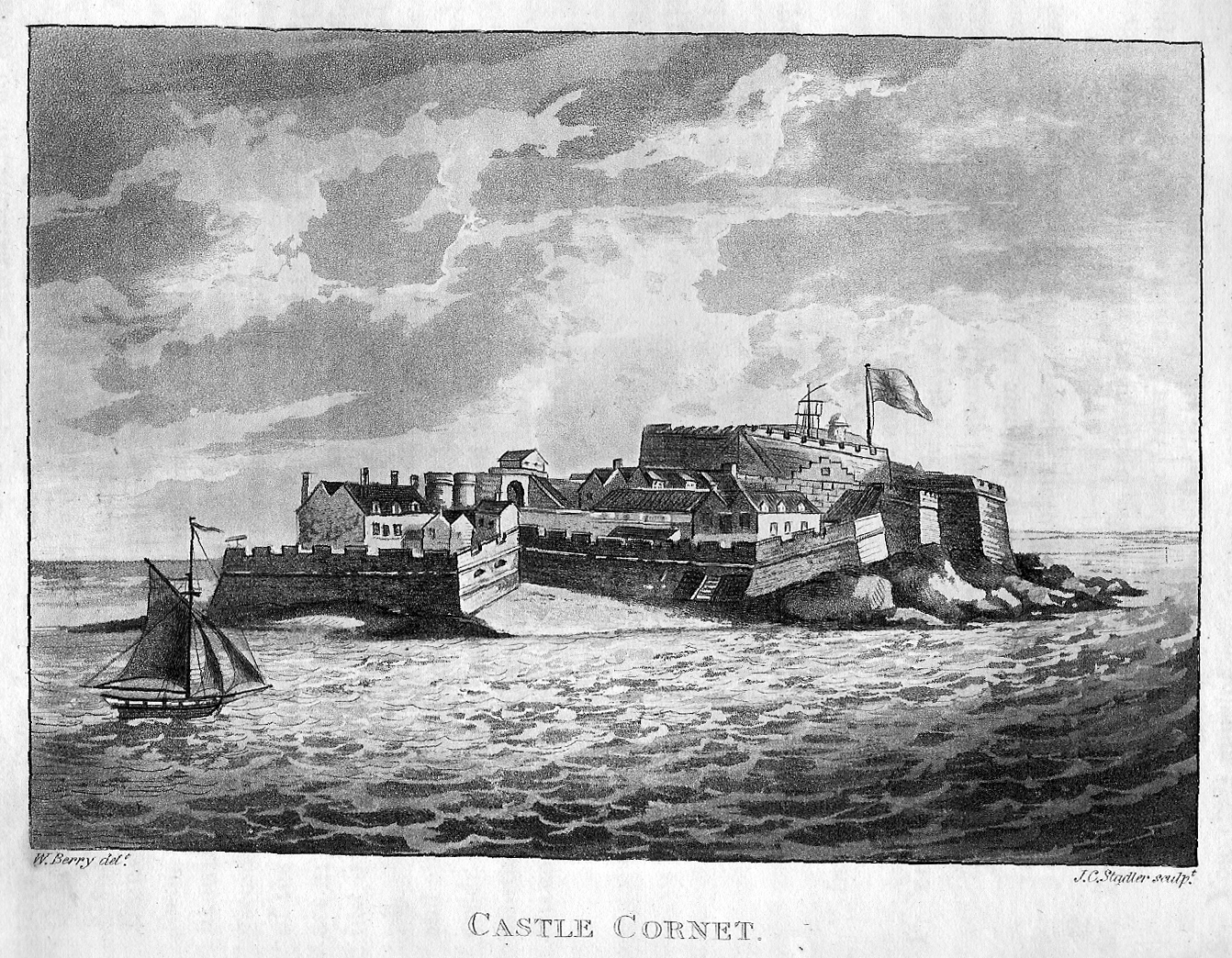
Ancienne peinture du château Cornet vers 1814.
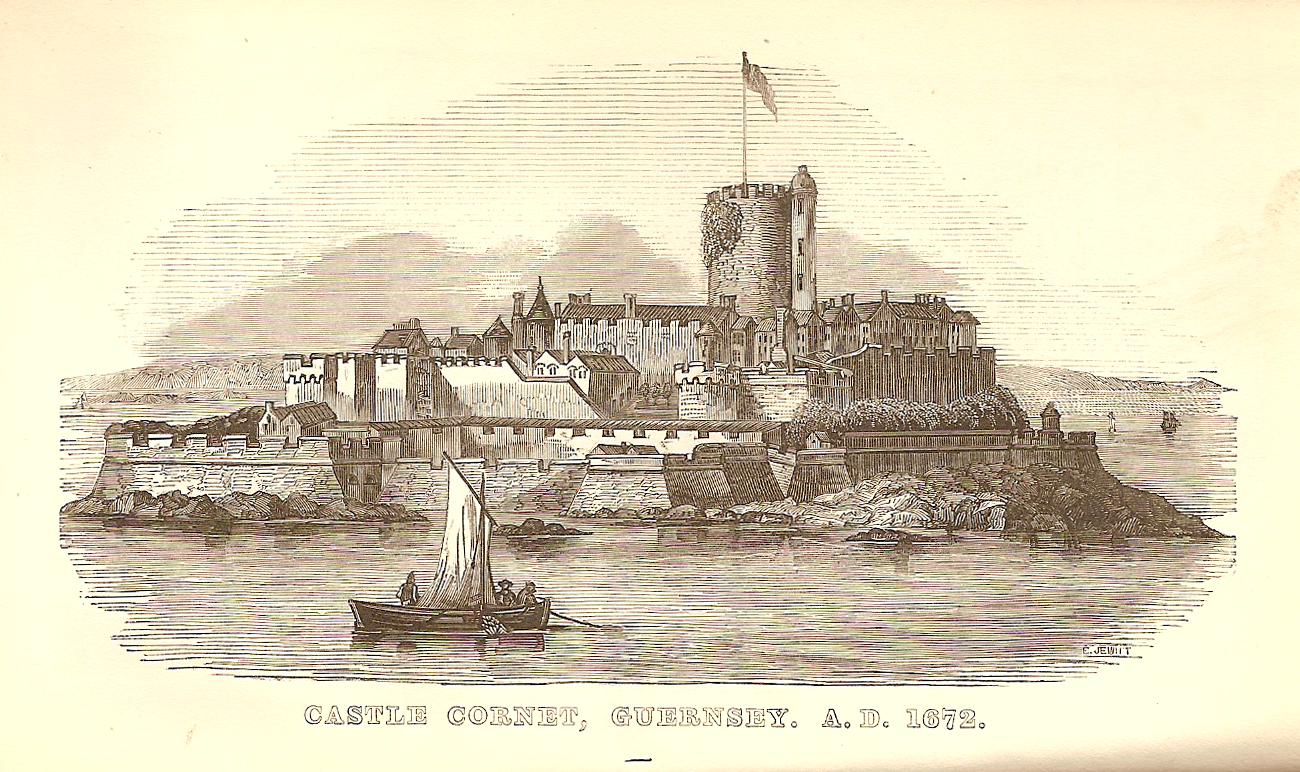
Gravure de 1672 du château Cornet.
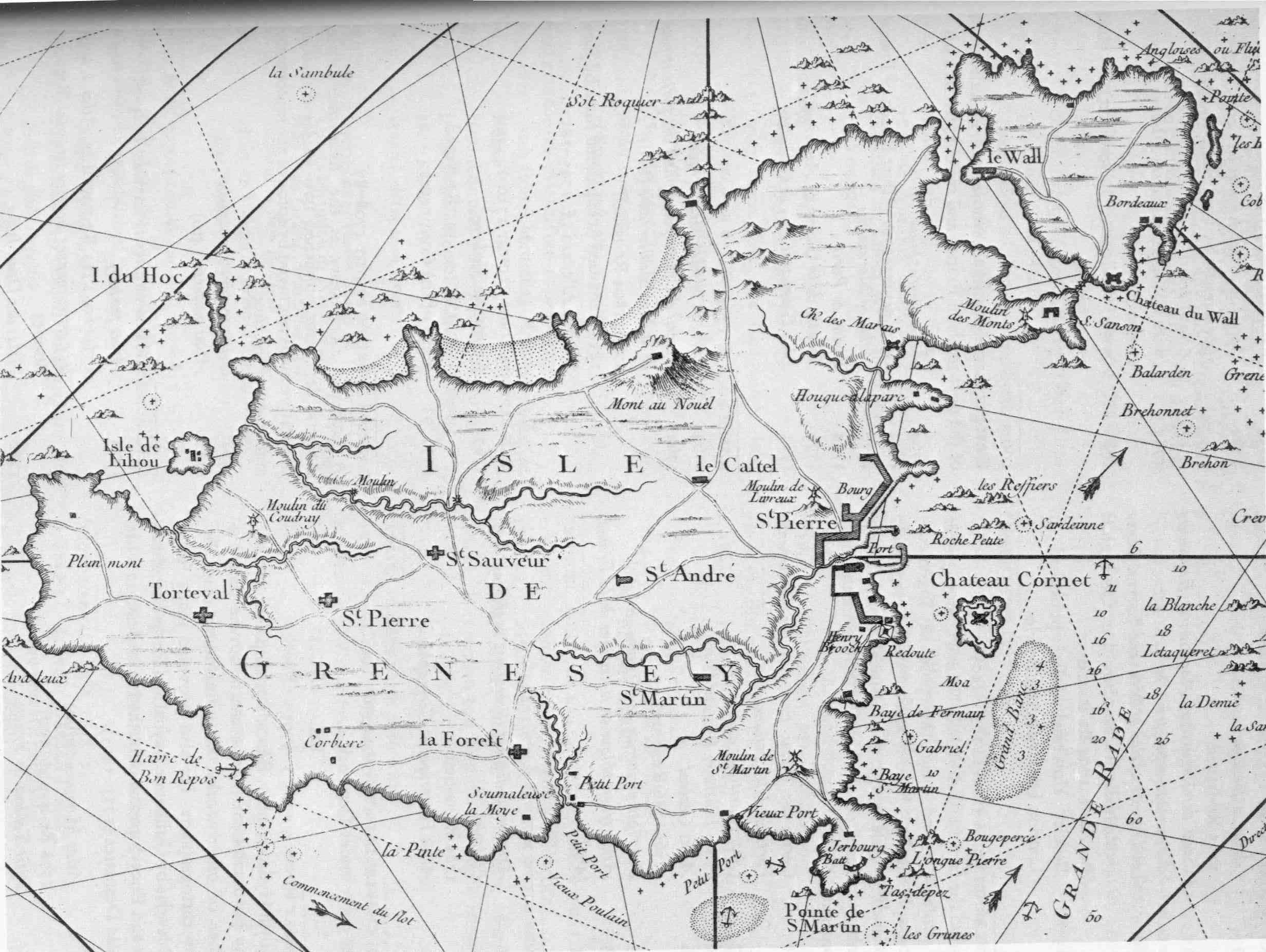
Localisation du château Cornet (carte de 1757).